# Volkswagen Polo sedan
Volkswagen Polo седан — автомобіль B-класу, 4-дверна модифікація Volkswagen Polo 5 в кузові седан німецького концерну Volkswagen. Спроектований в 2009-2010-х роках для ринку  Росії та Азії. З 2014 модель під таким же ім'ям продається ринку Малайзії. В Індії ця ж модель продається під ім'ям Volkswagen Vento. У Бразилії, Китаї і ПАР автомобіль носить ім'я Volkswagen Polo Classic. Збірка (по повному циклу) автомобіля, побудованого на платформі хетчбека Polo п'ятого покоління, організована протягом літа 2010 року на власному заводі ТОВ «Фольксваген Груп Рус» в промзоні Грабцево під Калугою. Перші товарні Polo sedan з'явилися у російських офіційних дилерів Volkswagen у вересні 2010 року. 
Автомобіль технічно ідентичний Škoda Rapid для країн, що розвиваються.
З 2011 року Volkswagen Polo sedan офіційно продається в Україні. 
В травні 2023 року концерн продав всі свої активи в рф і пішов з російського ринку, тому всі виробництва і поставки продукції та комплектуючих було припинено.

## Polo 5 sedan

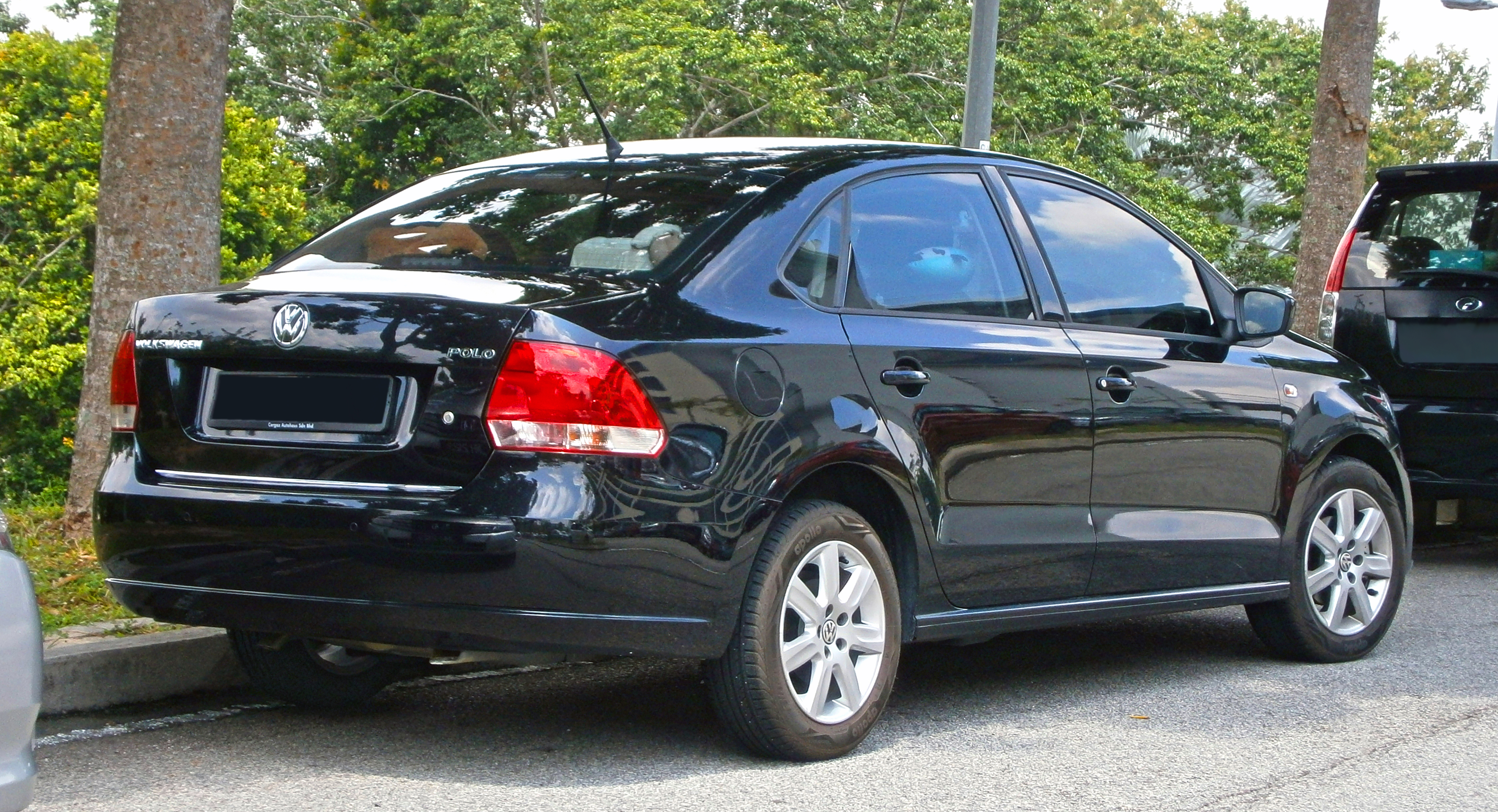
Volkswagen Polo sedan

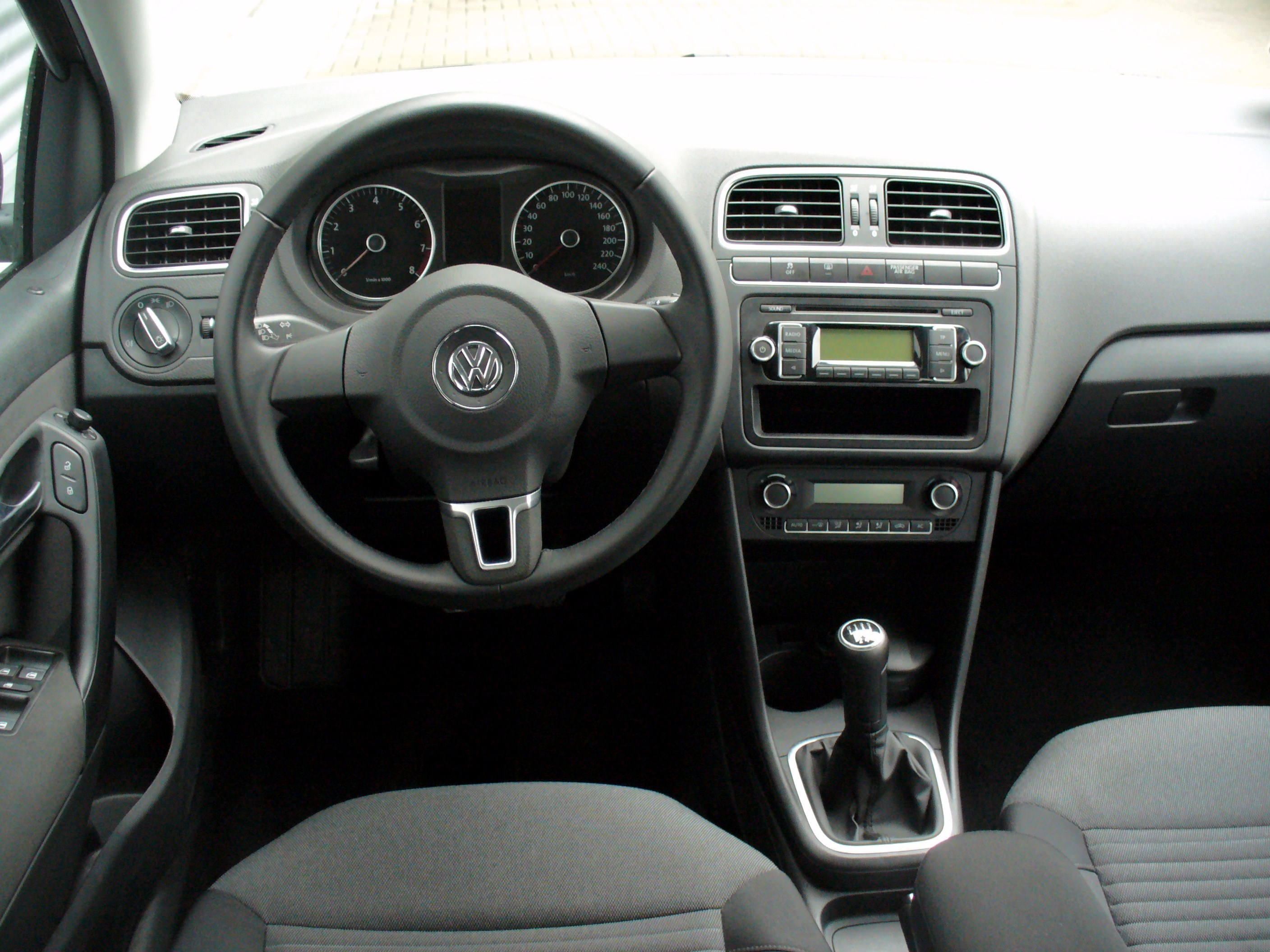
Volkswagen Polo sedan

Про проект «народного седана для Росії» вперше повідомив директор департаменту технічного розвитку та локалізації ТОВ «Фольксваген Груп Рус» Володимир Шульц на зустрічі з представниками російських ЗМІ 19 жовтня 2009 року. На той момент вже було відомо про те, що седан буде побудований на платформі хетчбека Volkswagen Polo п'ятого покоління, базова вартість моделі оцінювалася в 440000 рублів. Планувалося, що у виробництво автомобіль потрапить в кінці травня 2010 року. 
Детальна інформація про комплектації і характеристики автомобіля, названого Volkswagen Polo sedan, була опублікована на початку червня 2010 року, тоді ж стало відомо про те, що світовий дебют седана відбудеться на Московському автосалоні 2010.
В січні 2014 року на російському ринку з'явилась модифікація з двигуном 1,6 л потужністю 85 к.с.

### Технічні характеристики
Спочатку Volkswagen Polo sedan оснащався тільки 1,6-літровим бензинови двигуном CFNA серії EA 211 потужністю 105 к.с., який через 5-ступеневу МКПП або 6-ступеневу АКПП (для базового оснащення недоступна) передає крутний момент на передню вісь, однак для російського ринку пропонується дефорсований варіант 1,6 літрового двигуна потужністю 85 к.с., який агрегатується виключно з 5-ступеневою МКПП.
Для рину ПАР пропонується модифікація з бензиновим двигуном 1,4 л потужністю 86 к.с., який агрегатується виключно з 5-ступеневою МКПП.
Для ринку Індії та ПАР пропонується модифікація з дизельним двигуном 1,6 TDI (CR) потужністю 105 к.с., який агрегатується виключно з 5-ступеневою МКПП.
| Технічні характеристики           | Технічні характеристики          | Технічні характеристики          | Технічні характеристики         |
| --------------------------------- | -------------------------------- | -------------------------------- | ------------------------------- |
| Модель                            | 1,6 л 105                        | 1,6 л 105 АТ                     | 1,6 л 85                        |
| Двигун                            | Бензиновий                       | Бензиновий                       | Бензиновий                      |
| Циліндри / Клапани                | Р4 / 16                          | Р4 / 16                          | Р4 / 16                         |
| Об'єм                             | 1598 см3                         | 1598 см3                         | 1598 см3                        |
| Потужність                        | 105 к.с. (77 кВт) при 5250 об/хв | 105 к.с. (77 кВт) при 5250 об/хв | 85 к.с. (62 кВт) при 5250 об/хв |
| Крутний момент                    | 153 Нм при 3800 об/хв            | 153 Нм при 3800 об/хв            | 144 Нм при 3800 об/хв           |
| Трансмісія                        | 5ст. МКПП                        | 6ст. АКПП                        | 5ст. МКПП                       |
| Розгін (0-100 км/год)             | 10,5 с                           | 12,1 с                           | -                               |
| Макс. швидкість                   | 190 км/год                       | 187 км/год                       | -                               |
| Витрати пального (л/100 км):      |                                  |                                  |                                 |
| міський режим                     | 8,7                              | 9,8                              | -                               |
| траса                             | 5,1                              | 5,4                              | -                               |
| змішаний режим                    | 6,5                              | 7,0                              | -                               |
| Відповідність європейським нормам | Євро 4                           | Євро 4                           | Євро 4                          |

### Двигуни
| Модель       | Циліндри  | Двигун    | Клапана   | Об'єм см³ | Потужність при об/хв          | Крутний момент при об/хв | Роки виробництва | Примітки              |           |
| Бензинові    | Бензинові | Бензинові | Бензинові | Бензинові | Бензинові                     | Бензинові                | Бензинові        | Бензинові             | Бензинові |
| ------------ | --------- | --------- | --------- | --------- | ----------------------------- | ------------------------ | ---------------- | --------------------- | --------- |
| 1.4 16V      | 4         | DOHC      | 16        | 1398      | 86 к.с. (63 кВт) / 5000       | 132 Нм / 3600            | з 2011           | для ринку ПАР         |           |
| 1.6 16V      | 4         | DOHC      | 16        | 1598      | 85 к.с. (62 кВт) / 5250       | 144 Нм / 3800            | 2014-2015        | для ринку Росії       |           |
| 1.6 16V      | 4         | DOHC      | 16        | 1598      | 90 к.с. (65 кВт) / 5250       | 144 Нм / 3800            | з 2015           | для ринку Росії       |           |
| 1.6 16V      | 4         | DOHC      | 16        | 1598      | 105 к.с. (77 кВт) / 5250      | 153 Нм / 3800            | 2010-2015        |                       |           |
| 1.6 16V      | 4         | DOHC      | 16        | 1598      | 110 к.с. (80 кВт) / 5250      | 153 Нм / 3800            | з 2015           |                       |           |
| 1.4 16V TSI  | 4         | DOHC      | 16        | 1395      | 125 к.с. (92 кВт) / 5000–6000 | 200 Нм / 1400–4000       | з 2016           | для ринку Росії       |           |
| Дизельний    |           |           |           |           |                               |                          |                  |                       |           |
| 1.6 TDI (CR) | 4         | DOHC      | 16        | 1598      | 105 к.с. (77 кВт) / 4400      | 250 Нм / 1500–2500       | з 2010           | для ринку Індії і ПАР |           |

### Безпека
| Результати Краш-тесту                |                 |
| Зірки ARCAP з Краш-тесту             |                 |
| Безпека пасажирів (фронтальний удар) | 14,3 балів з 16 |

За результатами краш-тесту проведеного в 2010 році редакцією газети Авторевю за методикою ARCAP Volkswagen Polo седан російського виробництва набрав 14,3 бали з 16 можливих за фронтальний удар і отримав 5 зірок за безпеку, що є найкращим результатом серед автомобілів, які проходили цей тест.

### Комплектації
Автомобіль пропонується у трьох комплектаціях: Trendline, Comfortline, Highline.

#### Комплектація Trendline
Кузов
- сталеві диски 5 J x 14 з повнорозмірними ковпаками, гума розміром 175/70 R14
- оцинкований кузов
- решітка радіатора з хромованими вставками
- зелене теплозахисне скло

Салон
- 3-х спицеве кермо
- регулювання сидіння водія по висоті
- подушка і спинка заднього сидіння, що складаються цілком
- оббивка сидінь - тканина "Metric"

Безпека
- фронтальні подушки безпеки водія і переднього пасажира
- 5 автоматичних ременів безпеки з 3-точковим кріпленням
- дискові гальма попереду, барабанні гальма позаду
- іммобілайзер електронний
- кріплення "Isofix" на задньому сидінні

Функціональне обладнання
- електросклопідйомники спереду і ззаду
- центральний замок включаючи відкриття багажника з салону
- регулювання рульової колонки по вильоту і нахилу
- макіяжні дзеркала водія і переднього пасажира
- електромеханічний підсилювач керма
- коригування кута нахилу світла фар
- повнорозмірне запасне колесо сталеве
- радіопідготовка: 4 динаміки (2 попереду та 2 позаду) і антена

#### Комплектація Comfortline
Серійне обладнання Polo седан Comfortline, додатково до Trendline:
Кузов
- сталеві диски 6 J x 15 з повнорозмірними ковпаками, гума розміром 185/60 R15
- забарвлення кузова в колір металік / перламутр

Салон
- подушка і спинка заднього сидіння, що складаються роздільно

Безпека
- антиблокувальна гальмівна система ABS
- Функціональне обладнання
- зовнішні дзеркала з електроприводом і електрообігрівом
- малорозмірне запасне колесо сталеве
- обігрів передніх сидінь
- форсунки омивача лобового скла з електрообігрівом
- механічний кондиціонер

#### Комплектація Highline
Серійне обладнання Polo седан Highline, додатково до Trendline:
Кузов
- легкосплавні диски 6 J x 15, гума розміром 195/55 R15
- хром-пакет: решітка радіатора з хромованими вставками, хромоване обрамлення протитуманних фар та повітрезабірників (знизу)
- забарвлення кузова в колір металік / перламутр

Салон
- центральний підлокітник попереду
- подушка і спинка заднього сидіння, що складаються роздільно
- хромована обробка елементів інтер'єру
- оббивка сидінь - тканина «Livon»
- оббивка сидінь - тканина «Serena» (при замовленні пакету Highline Plus)

Безпека
- антиблокувальна гальмівна система ABS
- Функціональне обладнання
- зовнішні дзеркала з електроприводом і електрообігрівом
- електросклопідйомники спереду та ззаду із захистом від защемлення
- передні протитуманні фари
- механічний кондиціонер
- радіо «Low» з можливістю відтворення MP3-формату, CD-програвач, 4 динаміки (2 попереду та 2 позаду)
- малорозмірне запасне колесо сталеве
- обігрів передніх сидінь
- форсунки омивача лобового скла з електрообігрівом
- центральний замок з дистанційним радіоуправлінням, 2 радіоключа

## Polo sedan (Російський ринок)

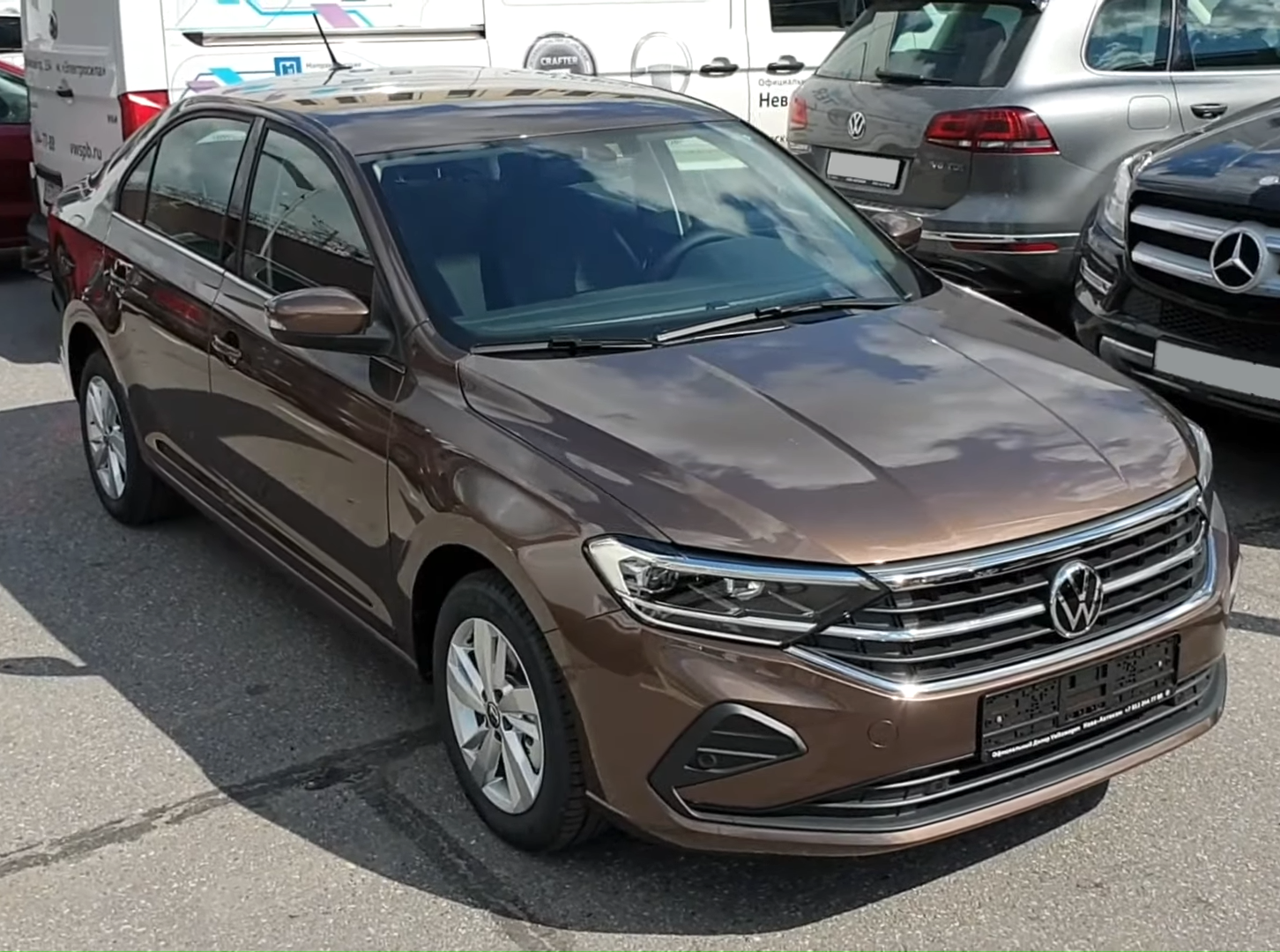
Volkswagen Polo sedan 2020

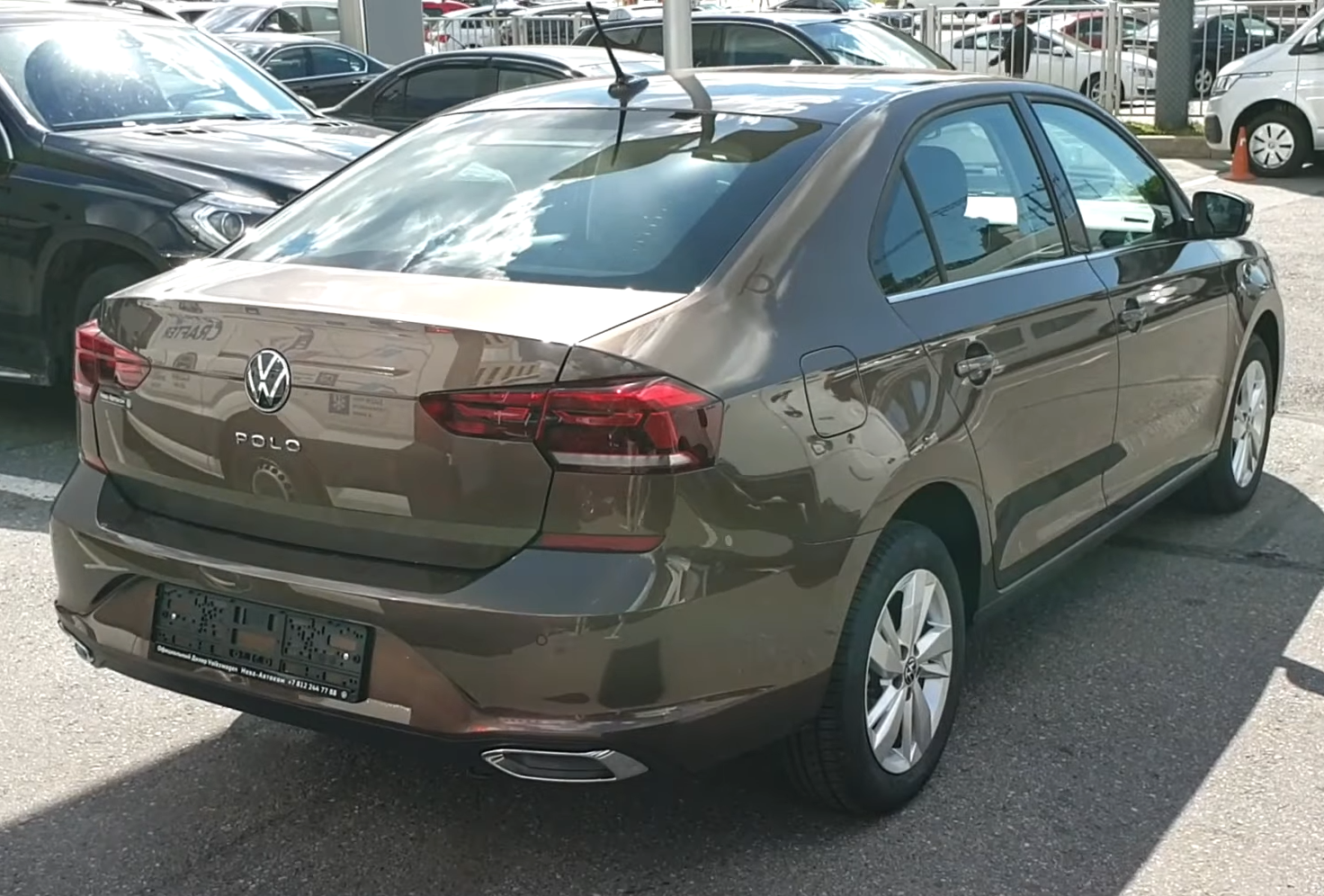

В 2020 році в Росії дебютував новий Polo sedan, створений на основі Škoda Rapid з дещо зміненим зовнішнім виглядом. Автомобіль створено на платформі A05+ (PQ25) і має задню дверку.
Автомобіль пропонується з 1,6-літровим 4-циліндровим MPI з атмосферним двигуном потужністю 89 к.с. з п'ятиступінчастою автоматичною коробкою передач і 109 к.с., також з шестиступінчастою автоматичную коробкою передач, і 4-циліндровим 1.4 TSI з 123 к.с., лише з семиступінчастою роботизованою коробкою передач з подвійним зчепленням DSG. Автомобіль механічно не пов’язаний з європейським хетчбеком Polo Mk6.